# Kéksapkás turákó
A kéksapkás turákó, más néven Hartlaub-turákó (Tauraco hartlaubi) a madarak osztályának turákóalakúak (Musophagiformes) rendjébe, ezen belül a turákófélék (Musophagidae) családjába tartozó faj. Korábbi rendszertanok, a család más tagjaival együtt a kakukkalakúakkal rokonították.

## Előfordulása
Kenya, Tanzánia és Uganda területén honos.

## Megjelenése
Melle és nyaka élénk zöld, fején a bóbita kék. Vörös szemgyűrűje van, csőre két oldalán fehér folt van.

## További információk

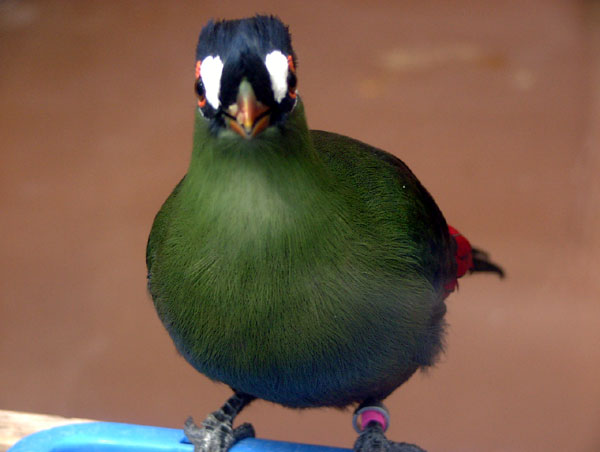

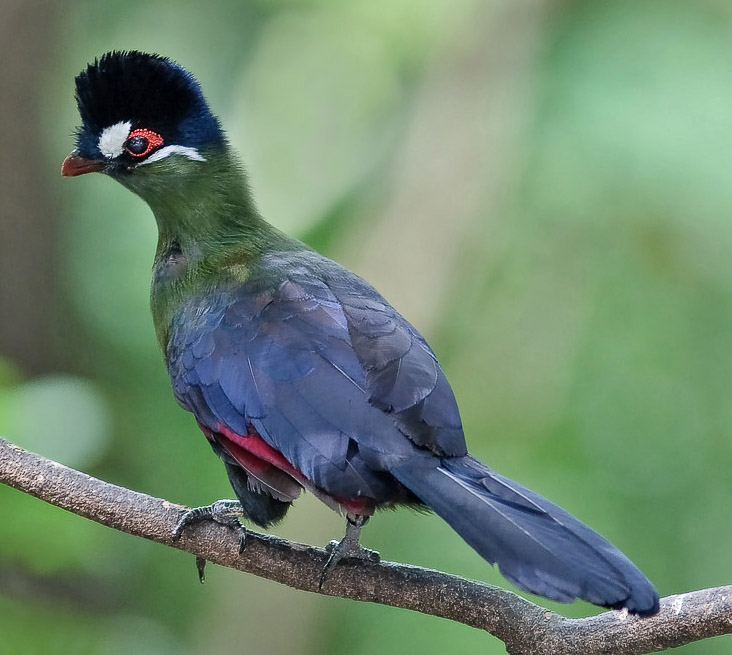

## Életmódja
Gyümölcsökkel táplálkozik.